# Svarttjärnarna (Arvidsjaurs socken, Lappland, 726169-166095)
Svarttjärnarna är en sjö i Arvidsjaurs kommun i Lappland och ingår i Skellefteälvens huvudavrinningsområde.